# Мирветуксимаб соравтанзин
Мирветуксима́б соравтанзи́н — противоопухолевое лекарственное средство типа конъюгат антитело–препарат, используемое в терапии эпителиального рака яичников, рака фаллопиевых труб и первичного рака брюшины.  Представляет собой конъюгат антител, связывемый с  альфа-рецептором фолиевой кислоты, и выступающий ингибитором микротубулина. Одобрен для применения: США (2022). 

## Механизм действия
Связывание с  альфа-рецептором фолиевой кислоты.

## Показания
Показан для лечения взрослых с платинорезистентным эпителиальным раком яичников, раком фаллопиевых труб или первичным раком брюшины, которые ранее получали от одной до трех схем системного лечения. Препарат назначается после проведения первичного тестирования. 

## Побочное действие
Наиболее частыми побочными действиями являются ухудшение зрения, утомляемость, повышение уровня аспартатаминотрансферазы, тошнота, повышение уровня аланинаминотрансферазы, кератопатия, боль в животе, снижение количества лимфоцитов, периферическая нейропатия, диарея, снижение уровня альбумина, запор, повышение уровня щелочной фосфатазы, сухость глаз, снижение магния, лейкоцитов, нейтрофилов гемоглобина в крови.

## Беременность
Женщины детородного возраста во время лечения и  в течение 7 месяцев после него должны использовать методы контрацепции.